# Sint-Ludmillakerk

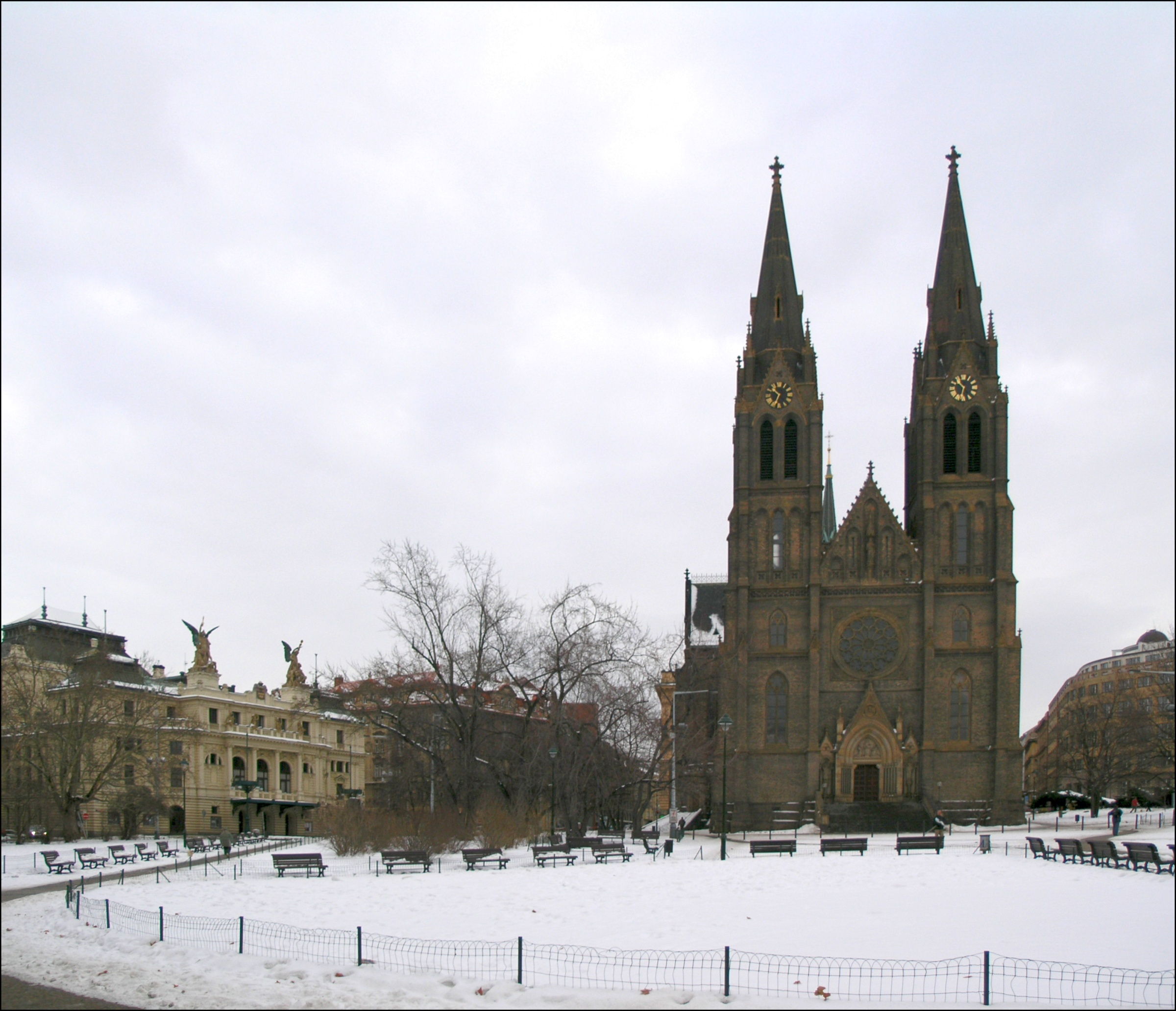
De Sint-Ludmillakerk

De Sint-Ludmillakerk (Tsjechisch: Kostel svaté Ludmily) is een kerk in de wijk Vinohrady van de Tsjechische hoofdstad Praag. De kerk, gelegen aan het Náměstí Míru (Vredesplein), werd tussen 1888 en 1892 gebouwd onder leiding van architect Josef Mocker. De aan de heilige Ludmilla van Bohemen gewijde kerk is gebouwd in neogotische stijl.